# 金明区
金明区是中华人民共和国河南省开封市已撤销的一个市辖区，因宋代“金明池”而得名。面积252.38平方公里，2005年人口18万。

## 历史
2005年5月30日，国务院批准将原开封市郊区更名为金明区，同时将龙亭区的梁苑街道、鼓楼区的城西街道和开封县的杏花营镇划归金明区管辖。
2014年9月26日，国务院批准将金明区并入龙亭区。
撤销前下辖：2个街道办事处、2乡、1镇、1农场，分别为西郊乡、水稻乡、杏花营镇、杏花营农场、梁苑街道、城西街道。